# ۲۵۲ (عدد)
۲۵۲ یک عدد طبیعی است که بعد از ۲۵۱ و قبل از ۲۵۳ قرار دارد.